# Crowne Plaza – Hesperia

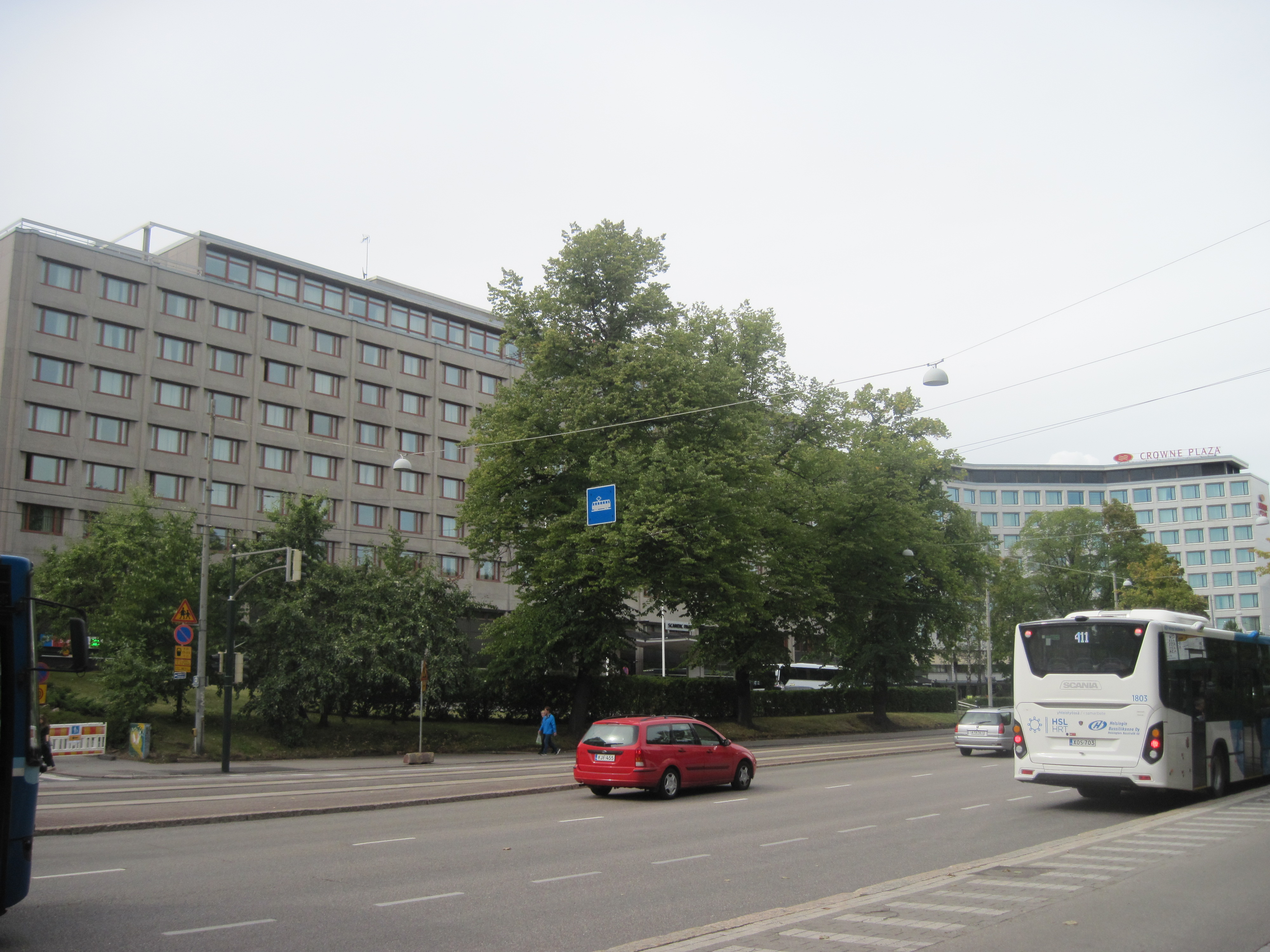
Scandic Park (tidigare Intercontinental) till vänster, Crowne Plaza (tidigare Hesperia) till höger.

Crowne Plaza Helsinki – Hesperia är ett hotell som ligger vid Mannerheimvägen i Tölö i Helsingfors, mitt emot Hesperiaparken. Det öppnades 1972. Intill ligger ett annat stort hotell, tidigare Hotel InterContinental Helsinki, som stod färdigt samtidigt. 

## Historik
Hotellet byggdes av Helsingin Osuuskauppa (HOK) och byggnaden ritades av Pauli Lehtinen. Interiören var till stor del baserad på möbelserien Prisma, formgiven av Voitto Haapalainen och tillverkad av Martela.
Samma år, 1972, stod även det intilliggande Hotel InterContinental klart. Deltagare i Konferensen om säkerhet och samarbete i Europa, som hölls i Helsingfors 1973 och 1975, inkvarterades i båda hotellen.
Hotel Hesperia var, liksom grannen InterContinental, ursprungligen avsett främst för amerikanska turister. Projektet stöddes av försäkringsbolaget Pohja och kooperativa rörelsen HOK, medan det likaledes kooperativa OTK, som ägdes av den så kallade "framstegsvänliga", konkurrerande, kooperativa rörelsen, gick med i grannhotellet InterContinental. Både InterContinental och Hesperia började byggas 1969. Hotel Hesperia invigdes den 20 maj 1972. Då hade hotellet 285 rum, restauranger och butiker. Hotellets textilier formgavs av Marjatta Metsovaara och interiörer av Maj Kuhlefelt. Framför hotellbyggnaden finns Kimmo Kaivantos tio meter höga, rörliga skulptur Ode till 60 000 sjöar.
Hesperia byggdes ut och renoverades 1985 och hette under ett antal år Radisson SAS Hesperia. Hotellet genomgick 2004 en grundlig renovering och återinvigdes 2005 under namnet Crowne Plaza. Vid renoveringen ersattes byggnadens fasadbeklädnad av vit marmor i dåligt skick med plattor i ljus granit. 
Från 2018 har Crowne Plaza drivits av Scandic Hotels Oy och fick namnet Crowne Plaza Helsinki - Hesperia 2019.

## Platsens tidigare historia

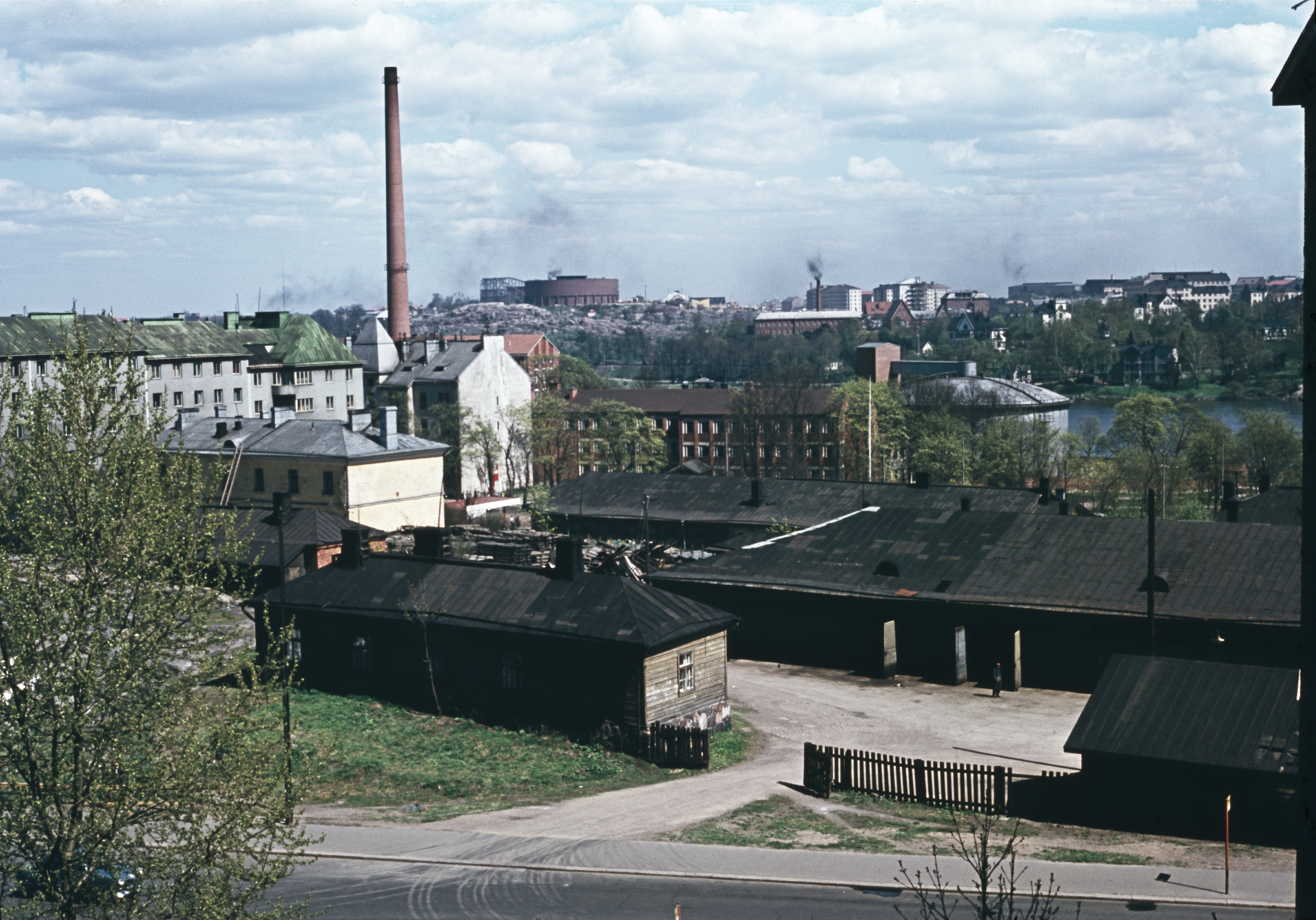
Kvarteret där hotellet nu står, fotograferat 1954 och sett från Tölögatan. Tölö bibliotek låg då i byggnaden till vänster. I bakgrunden syns Finska sockers huvudkontor och Tölö sockerbruks skorsten.

I slutet av 1700-talet byggdes ett militärsjukhus och ett lager på platsen där hotellen Crowne Plaza och Scandic Park nu ligger, längs landsvägen till Åbo, då långt utanför staden. Senare, under 1800-talet, byggdes där baracker för den tsarryska arméns artilleri, varefter området blev känt som Artillerigården. Efter Finlands självständighet köpte Helsingfors stad området med dess byggnader, som kom att ligga mitt bland Tölös nya flerfamiljshus. Därefter användes under lång tid de flesta av Artillerigårdens gamla byggnader av stadens renhållningsverk. Den stenbyggnad som ligger i kvarterets norra ända, på platsen för nuvarande Crowne Plaza, inrymde till en början en barnträdgård och senare från 1937 Tölö bibliotek, tills hela det gamla byggnadsbeståndet i området revs 1968 för att ge plats åt de två hotellen.